# Чумаково (Новосибірська область)
Чумаково (рос. Чумаково) — село у Куйбишевському районі Новосибірської області Російської Федерації.
Входить до складу муніципального утворення Чумаковська сільрада. Населення становить 1099 осіб (2010).

## Історія
Згідно із законом від 2 червня 2004 року органом місцевого самоврядування є Чумаковська сільрада.

## Населення
| 1959 | 2002  | 2007  | 2010  |
| ---- | ----- | ----- | ----- |
| 2093 | ↘1225 | ↗1281 | ↘1099 |